# Bernie Krause

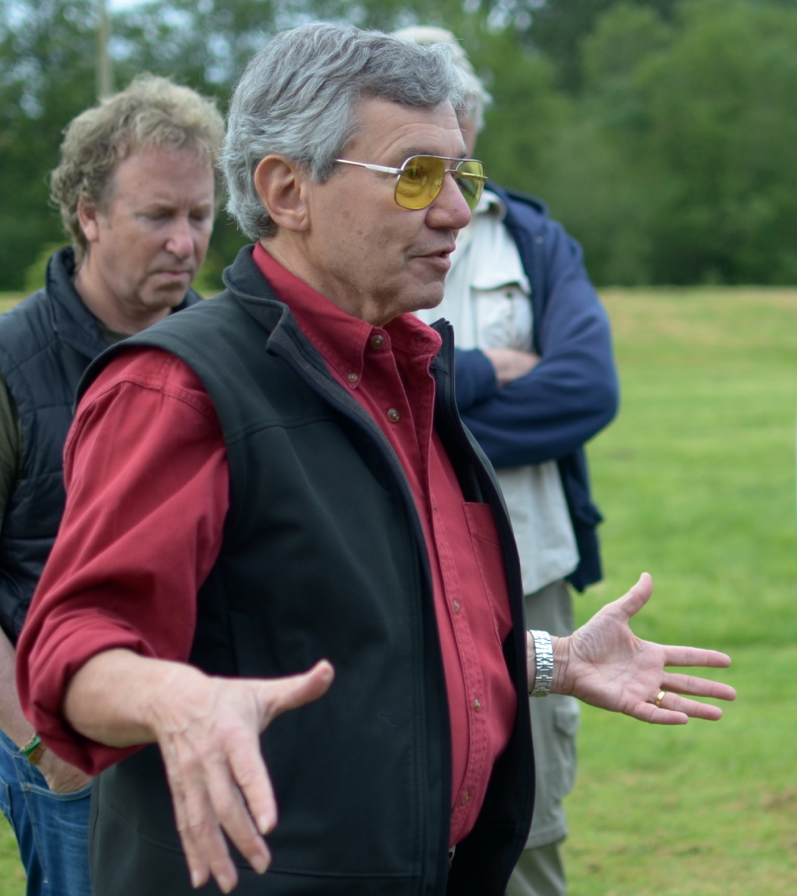
Bernie Krause

Bernie Krause, eigentlich Bernhard L. Krause (* 8. Dezember 1938 in Detroit, Michigan), ist ein US-amerikanischer Musiker, Natur- und Klangforscher. Er ist ein Pionier der Elektronischen Musik und des Field Recordings (dt. etwa Tonaufnahmen im freien Feld) und gilt als führender Experte für die Erforschung und Dokumentation von Naturklanglandschaften. Nach seinen Worten entdeckte er „das große Orchester der Tiere“ – die Quellen der Musik liegen für ihn in den ursprünglichen Klanglandschaften der Natur. Auf weltweiten Reisen sammelte er in 45 Jahren über 15.000 Aufzeichnungen von Tierlauten und nahm in unberührten Naturlebensräumen (Habitaten) so genannte Soundscapes (Klanglandschaften oder Klangbilder) von rund 4000 Stunden Abspieldauer auf. Von den von ihm besuchten und dokumentierten Habitaten existieren mittlerweile bereits ca. die Hälfte nicht mehr.
Heute lebt Bernie Krause mit seiner Frau Katherine bei San Francisco im Sonoma County, wo auch sein Tonarchiv Wild Sanctuary angesiedelt ist. Er unternimmt Lese- und Vortragsreisen zu seiner „akustischen Nischentheorie“ und der „Soundscape Ecology“ (Ökologie der Klanglandschaften).

## Leben
Schon mit dreieinhalb Jahren begann Bernie Krause mit dem Spielen der Violine, mit viereinhalb Jahren bekam er Unterricht in klassischer Kompositionslehre. Darüber hinaus spielte er Klavier, Harfe, Bass und Cello. Mit dreizehn Jahren wechselte er zu seinem späteren Hauptinstrument, der Gitarre.
Mit siebzehn bemühte er sich um ein Musikstudium der klassische Gitarre, ein Fach, das Anfang der fünfziger Jahre in den USA jedoch noch nicht etabliert war. Er entschied sich stattdessen für ein Studium der Lateinamerikanischen Geschichte und Philosophie an der Michigan University. Nebenbei arbeitete er als Studiomusiker in den unterschiedlichsten Genres, unter anderem war er an den ersten Aufnahmen von Motown beteiligt. Nach seinem Studienabschluss hielt er sich noch einige Zeit in Boston am dortigen MIT auf und arbeitete in einer Musikagentur. Hier lernte er Pete Seeger kennen, der ihn für seine Band The Weavers engagierte, in der er bis zu ihrer Auflösung 1964 spielte.
Anschließend zog Krause nach Kalifornien, wo er den Jazzmusiker und Konzertorganisten Paul Beaver kennenlernte, der über die Beschäftigung mit dem Theremin auch Zugang zur Elektronischen Musik gefunden hatte. 1964 trafen die beiden auf den Erfinder des Synthesizers Robert Moog und kauften ihm eines der ersten Geräte ab. Beim Monterey Pop Festival 1967 stellten sie den Synthesizer und seine klanglichen Möglichkeiten erfolgreich vor, so konnten sie z. B. den Byrds ein Exemplar verkaufen und waren in der Folge als Spezialisten für seine Bedienung an zahllosen Produktionen unterschiedlichster Bands beteiligt. Sie arbeiteten unter anderem für die Monkees, die Byrds und die Doors. 1969 entstand mit der akustischen Einführung zum Synthesizer The Nonesuch Guide to Electronic Music ein erstes gemeinsames Album von Beaver & Krause, vier weitere Alben elektronischer Musik folgten.
In den siebziger Jahren war Bernie Krause vor allem als Komponist, Tonmeister und Sounddesigner tätig. Er arbeitete an den Soundtracks zahlloser Filme mit, darunter Filmklassikern wie Roman Polańskis Rosemaries Baby oder Apocalypse Now von Francis Ford Coppola. Ab 1979 veröffentlichte Krause unter eigenem Namen zahlreiche weitere Alben mit dem Schwerpunkt auf Field Recordings, Tonaufnahmen in der freien Natur.
Über Aufnahmen von Klangmaterial für die gemeinsamen Alben mit Beaver kam Krause auch zu Feldaufnahmen von Naturklängen, die nach dem plötzlichen Tod Beavers 1975 in zunehmendem Maße zu seinem wichtigsten Thema wurden. Er ging schließlich erneut an die Universität und machte einen Doktor in Bioakustik mit einer vergleichenden Arbeit über die Stimmen von Schwertwalen in Gefangenschaft und freier Wildbahn. Auf zahlreichen Reisen in alle Welt dokumentiert er seit den achtziger Jahren mit seinen Aufnahmen möglichst ursprüngliche Natur-Klanglandschaften und archiviert sie in seinem Tonarchiv.

## Untersuchungsgebiet
1983 hatte er in Kenia im Naturschutzgebiet Masai Mara ein Schlüsselerlebnis:

„Damals wurde mir bewußt, dass das überhaupt kein wildes Durcheinander war! Was ich zu hören bekam, war ein elegantes Zusammenspiel der Klänge, ein orchestriertes Arrangement der Laute von Insekten, Fröschen und Kröten; von Tüpfelhyänen, Uhus, afrikanischen Waldkäuzen, Elefanten, Baumschliefern und in der Ferne brüllenden Löwen. Jede einzelne Stimme, so erschien es mir, hatte genau ihren richtigen Platz in der akustischen Bandbreite, in diesem feinen Gewebe aller Frequenzen.“

## Differenzierung
Krause erweitert das Soundscape-Konzept Murray Schafers um eine differenziertere Betrachtung und Kategorisierung der verschiedenen Klangquellen. Nach Krause bestehen die Natur-Klanglandschaften aus der
- „Anthropophonie“ (anthropos, Mensch), welche die vom Menschen und seiner Kultur verursachten Klänge und Geräusche umfasst, der
- „Biophonie“ (bio, Leben), den Lautäußerungen aller nicht-menschlichen Lebewesen sowie der
- „Geophonie“ (aus dem Altgriechischen geo, Erde und phonos, Klang), dem Klang und den Geräuschen, die von der Erde bzw. ihren Elementen hervorgebracht werden, wie Wind, Meer usw.

Dabei seien mittlerweile praktisch alle Gegenden der Welt von Zivilisationsgeräuschen beeinflusst. Jedes Tier habe seine ganz eigene, individuelle Klangsignatur, dementsprechend auch alle Biotope eigene Klangprofile. Diese unterschieden sich z. B. nach Dichte und Art der Vegetation, geologischer Beschaffenheit, Wetter und Jahreszeit. Durch die Analyse dieser Klangprofile ließen sich so Rückschlüsse auf den Zustand der Biotope ziehen. Aus den Aufnahmen erstellt Krause Spektrogramme, die modernen grafischen Partituren oder dem Notenbild von Symphonien ähneln.

## Veröffentlichungen

### Alben (Auswahl)
- 1967: Beaver & Krause: The Nonesuch Guide to Electronic Music. Nonesuch Records
- 1970: Beaver & Krause: In a Wild Sanctuary. Warner Bros. Records
- 1981: The New Nonesuch Guide to Electronic Music. Nonesuch Records
- 1989: Gorillas in the Mix. (Die Musik wurde komplett aus Tierstimmen montiert, der Titel des Albums ist eine Anspielung auf Michael Apteds Film Gorillas in the Mist über das Leben von Dian Fossey)
- 1996: Notes From The Wild. Ellipsis Arts (Field Recordings)

### Bücher (Auswahl)
- The great animal orchestra: finding the origins of music in the world’s wild places. London, Profile 2012; dt. Das große Orchester der Tiere. Vom Ursprung der Musik in der Natur. München, Kunstmann 2013. Manfred Miersch: info-netz-musik: Rezension, 22. August 2014